# De'Andre Hunter
De'Andre James Hunter (Filadelfia, Pensilvania; 1 de diciembre de 1997) es un baloncestista estadounidense que pertenece a la plantilla de los Cleveland Cavaliers de la NBA. Con 2,03 metros de estatura, ocupa la posición de alero.

## Trayectoria deportiva

### High school
Asistió en su época de secundaria al Friends' Central School de Wynnewood (Pensilvania), donde en su temporada sénior promedió 23,5 puntos, 9,8 rebotes, 3,0 asistencias y 2,5 tapones por partido, siendo considerado uno de los 15 mejores aleros de todo el país.
El 12 de septiembre de 2015, Hunter eligió continuar sus estudios en Virginia, eligiendo esta opción por encima de NC State y Notre Dame.

### Universidad

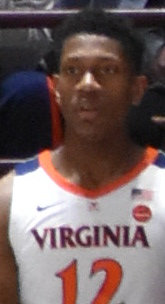
De'Andre Hunter con Virginia en 2019.

Jugó dos temporadas con los Cavaliers de la Universidad de Virginia, en las que promedió 12,4 puntos, 4,4 rebotes y 1,6 asistencias por partido, En su primera temporada fue elegido mejor sexto hombre de la Atlantic Coast Conference e incluido en el mejor quinteto de novatos de la conferencia, mientras que en el segundo fue incluido en el mejor quinteto de la conferencia, elegido Jugador Defensivo del Año de la NABC, jugador defensivo de su conferencia e incluido en el segundo equipo All-American por la propia NABC, y en el tercero por Associated Press, United States Basketball Writers Association y Sporting News.
En 2019 se proclamó además Campeón de la NCAA con su equipo, tras derrotar en la final a Texas Tech 85-77, siendo el jugador más destacado del partido, al conseguir 27 puntos y 9 rebotes.
Al término de esa segunda temporada anunció que se presentaría al Draft de la NBA, renunciando a las dos temporadas que le restaban.

#### Estadísticas
| Año     | Equipo   | PJ | PT | MPP  | %TC  | %3P  | %TL  | RPP | APP | ROB | TPP | PPP  |
| ------- | -------- | -- | -- | ---- | ---- | ---- | ---- | --- | --- | --- | --- | ---- |
| 2017–18 | Virginia | 33 | 0  | 19.9 | .488 | .382 | .755 | 3.5 | 1.1 | .6  | .4  | 9.2  |
| 2018–19 | Virginia | 38 | 38 | 32.5 | .520 | .438 | .783 | 5.1 | 2.0 | .6  | .6  | 15.2 |
| Total   | Total    | 71 | 38 | 26.6 | .509 | .419 | .773 | 4.4 | 1.6 | .6  | .5  | 12.4 |

### Profesional
Fue elegido en la cuarta posición del Draft de la NBA de 2019 por Los Angeles Lakers, pero como parte del traspaso de Anthony Davis, acabó siendo enviado a Atlanta Hawks a cambio de Jaxson Hayes,  Nickeil Alexander-Walker y Marcos Louzada Silva, elecciones 8, 17 y 35 del mismo draft. Debuta en la NBA, además como titular, en el primer encuentro de la temporada, el 24 de octubre de 2019, ante Detroit Pistons, anotando 14 puntos. Esa temporada disputta 63 encuentros, 62 de ellos como titular, anotando su máximo de la tempotafa el 10 de diciembre ante Miami Heat con 28 puntos.
En su segundo año apenas puede disputar 23 debido a un par de lesiones de rodilla. Pero el 24 de enero de 2021 consigue su mejor anotación hasta la fecha con 33 puntos ante Milwaukee Bucks.
Comienza reenquenate su tercera temporada, aún recuperándose de las lesiones, y sufre otra de muñeca que le hace que solo llegue a disputar 53 encuentros.
En octubre de 2022 acuerda una extensión de contrato con los Hawks por cuatro años y $95 millones. Esa temporada, la cuarta, disputa 67 encuentros, todos como titular.
En su quinto año con los Hawks, alterna la titularidad, siendo del quinteto inicial en 37 de los 57 encuentros que disputó.
Durante su sexta temporada en Atlanta, el 27 de enero de 2025, consigue la mejor anotación de su carrera con 35 puntos ante Minnesota Timberwolves. Días después, el 6 de febrero, es traspasado a los Cleveland Cavaliers a cambio de Caris LeVert y Georges Niang. Esa temporada estaba disputando la menor cantidad de minutos por encuentro desde que llegó a la liga, pero aún así y a pesar de haber perdido la titularidad, estaba siendo la temporada de mayor anotación de su carrera, con 19 puntos por partido. Ya con los Cavaliers, el 2 de marzo, anota 32 puntos y 5 triples en una victoria contra los Portland Trail Blazers por 129-133 en la prórroga, ayudando a superar un déficit de 18 puntos en el tercer cuarto.

## Estadísticas de su carrera en la NBA

### Temporada regular
| Año     | Equipo  | PJ  | PT  | MPP  | %TC  | %3P  | %TL  | RPP | APP | ROB | TPP | PPP  |
| ------- | ------- | --- | --- | ---- | ---- | ---- | ---- | --- | --- | --- | --- | ---- |
| 2019-20 | Atlanta | 63  | 62  | 32.0 | .410 | .355 | .764 | 4.5 | 1.8 | .7  | .3  | 12.3 |
| 2020-21 | Atlanta | 23  | 19  | 29.5 | .484 | .326 | .859 | 4.8 | 1.9 | .8  | .5  | 15.0 |
| 2021-22 | Atlanta | 53  | 52  | 29.8 | .442 | .379 | .765 | 3.3 | 1.3 | .7  | .4  | 13.4 |
| 2022-23 | Atlanta | 67  | 67  | 31.7 | .461 | .350 | .826 | 4.2 | 1.4 | .5  | .3  | 15.4 |
| 2023-24 | Atlanta | 57  | 37  | 29.5 | .459 | .385 | .847 | 3.9 | 1.5 | .7  | .3  | 15.6 |
| 2024-25 | Atlanta | 37  | 4   | 28.7 | .461 | .393 | .858 | 3.9 | 1.5 | .8  | .1  | 19.0 |
| Total   | Total   | 300 | 241 | 30.5 | .449 | .368 | .819 | 4.1 | 1.5 | .7  | .3  | 14.8 |

### Playoffs
| Año   | Equipo  | PJ | PT | MPP  | %TC  | %3P  | %TL  | RPP | APP | ROB | TPP | PPP  |
| ----- | ------- | -- | -- | ---- | ---- | ---- | ---- | --- | --- | --- | --- | ---- |
| 2021  | Atlanta | 5  | 5  | 30.4 | .400 | .375 | .750 | 4.0 | .6  | .2  | .6  | 10.8 |
| 2022  | Atlanta | 5  | 5  | 34.9 | .557 | .462 | .800 | 3.8 | .6  | .8  | .2  | 21.2 |
| 2023  | Atlanta | 6  | 6  | 37.4 | .459 | .368 | .800 | 5.7 | 1.2 | .7  | .3  | 16.7 |
| Total | Total   | 16 | 16 | 34.4 | .480 | .400 | .783 | 4.6 | .8  | .6  | .4  | 16.3 |